# Frank Hollender
Frank Hollender (* 19. November 1959 in Berlin) ist ein ehemaliger Sprinter des SC Dynamo Berlin.
Sein größter Erfolg war der zweite Platz beim Weltcup 1981 in Rom als Startläufer der 4-mal-100-Meter-Staffel. Bei den DDR-Meisterschaften 1981 in Dresden wurde er Vizemeister mit 10,52 s hinter Frank Emmelmann mit 10,19 s. 1980 und 1984 gewann Hollender mit der Sprintstaffel den Meistertitel der DDR.
Insgesamt nahm Hollender von 1980 bis 1982 viermal an Wettkämpfen der DDR-Nationalmannschaft teil. 1984 wäre er ein Kandidat für die Olympiateilnahme gewesen, aber durch den Boykott der Ostblockländer blieb ihm die Teilnahme versagt.
Seine Tochter, Luise Hollender, ist ebenfalls Sprinterin und wollte an den Olympischen Spielen 2016 teilnehmen.

## Bestzeiten
- 100 Meter: 10,39 s am 29. August 1981 in Potsdam
- 200 Meter: 20,81 s am 21. Juli 1984 in Potsdam